# Рудольф Кубеш
Рудольф Кубеш (нім. Rudolf Kubesch, 1 жовтня 1910 — ?) — австрійський футболіст, що грав на позиції нападника і півзахисника. Відомий виступами, зокрема, у складі клубів «Флорідсдорфер» і ВАК. Володар кубка Австрії і фіналіст кубка Мітропи.

## Клубна кар'єра
Розпочинав кар'єру у клубі «Флорідсдорфер» у сезоні 1927/28 років. У 1930 році став найкращим бомбардиром своєї команди, відзначившись у чемпіонаті одинадцятьма голами. А сама команда посла шосте місце у чемпіонаті. У наступному сезоні Кубеш також став найкращим бомбардиром «Флорідсдорфера» з дев'ятьма голами, хоча й зіграв лише пів сезону.
Взимку 1931 року перейшов у команду «Вінер Атлетікспорт Клуб», більш відому як ВАК. Здобув з командою перемогу у кубку Австрії 1931. Той розіграш проводився за експериментальною схемою. 10 найсильніших команд країни грали за круговою схемою в одне коло. ВАК у дев'яти матчах жодного разу не програв і лише двічі зіграв унічию. Кубеш встиг зіграти 4 матчі за «Флорідсдорфер» (у яких забив 2 голи), а завершував розіграш уже у ВАКу, у складі якого провів 3 матчі і забив 3 голи.
Став з клубом фіналістом кубка Мітропи 1931 року, куди ВАК потрапив як переможець національного кубку. В чвертьфінальних матчах не виступав, проте був учасником півфінальних і фінальних ігор. В 1/2 фіналу ВАК зустрічався з чехословацькою «Спартою». У першій грі австрійці вдома поступились з рахунком 2:3, а Кубеш став автором гола з пенальті на 74-й хвилині матчу. У матчі-відповіді ВАК вів у рахунку 3:0, але втратив перевагу, дозволивши «спартанцям» зрівняти рахунок. Перемогу і можливість зіграти у матчі-переграванні команді з Австрії приніс гол Гайнріха Гілтля на 88-й хвилині. У переграванні в Празі ВАК переміг 2:0 завдяки голам Франца Цізара і Гайнріха Гілтля. У фіналі зустрічались дві австрійські команди ВАК і «Вієнна». Кубеш грав у півзахисті разом з Ернстом Левінгером і Георгом Брауном. В першій грі ВАК вигравав після першого тайму 2:0, але втратив перевагу і поступився 2:3. У матчі відповіді уже «Вієнна» у першому таймі вела з рахунком 2:0. Після перерви гравці ВАКу відіграли лише один гол і вдруге поступились супернику.
ВАК дістався фіналу національного кубку також у 1932 році. Клуб Рудольфа у фіналі поступився «Адмірі» з рахунком 1:6.
Ще раз ВАК дійшов до фіналу кубка у 1935 році. Кубеш забив два голи у 1/4 фіналу турніру, а ось у вирішальних матчах не грав. Того ж сезону ВАК невдало виступив у чемпіонаті, посівши передостаннє 11-е місце.
Наступного сезону Кубеш разом з партнером по ВАКу Францом Цізарем перейшов до чехословацької команди «Моравська Славія» (Брно), що вперше в своїй історії вийшла до вищого дивізіону. У першому сезоні клуб зберіг путівку у еліті, а на рахунку Рудольфа 26 матчів і 6 голів. Наступного року Кубеш зіграв 10 матчів, а клуб посів останнє місце і вилетів у нижчий дивізіон.

## Титули і досягнення
- Володар Кубка Австрії (1):

ВАК: 1931
- Фіналіст Кубка Австрії (2):

ВАК: 1932, 1935
- Фіналіст Кубка Мітропи (1):

ВАК: 1931

## Статистика

### Статистика клубних виступів
| Сезон                   | Команда                 | Чемпіонат               | Чемпіонат | Чемпіонат | Кубок | Кубок | Кубок Мітропи | Кубок Мітропи |
| Сезон                   | Команда                 | Ліга                    | Ігри      | Голи      | Ігри  | Голи  | Ігри          | Голи          |
| ----------------------- | ----------------------- | ----------------------- | --------- | --------- | ----- | ----- | ------------- | ------------- |
| 1927/28                 | «Флорідсдорфер»         | Д-1                     | 4         | 2         | 0     | 0     | —             | —             |
| 1928/29                 | «Флорідсдорфер»         | Д-1                     | 7         | 1         | 1     | 1     | —             | —             |
| 1929/30                 | «Флорідсдорфер»         | Д-1                     | 20        | 11        | 3     | 2     | —             | —             |
| 1930/31                 | «Флорідсдорфер»         | Д-1                     | 8         | 9         | 4     | 2     | —             | —             |
| 1930/31                 | «Вінер АК»              | Д-1                     | 8         | 3         | 3     | 3     | —             | —             |
| 1931/32                 | «Вінер АК»              | Д-1                     | 18        | 2         | 4     | 4     | 5             | 1             |
| 1933/34                 | «Вінер АК»              | Д-1                     | 11        | 4         | 3     | 0     | —             | —             |
| 1934/35                 | «Вінер АК»              | Д-1                     | 16        | 0         | 4     | 2     | —             | —             |
| Усього в Австрії        | Усього в Австрії        | Усього в Австрії        | 92        | 32        | 22    | 14    | 5             | 1             |
| 1935/36                 | «Моравська Славія»      | Д-1                     | 26        | 6         | ?     | ?     | —             | —             |
| 1936/37                 | «Моравська Славія»      | Д-1                     | 10        | 0         | ?     | ?     | —             | —             |
| Усього у Чехословаччині | Усього у Чехословаччині | Усього у Чехословаччині | 36        | 6         | ?     | ?     | —             | —             |

### Статистика виступів у кубку Мітропи
| №                      | Розіграш               | Стадія                 | Дата та місце проведення | Команда 1              | Рахунок | Команда 2      | Голи       |
| ---------------------- | ---------------------- | ---------------------- | ------------------------ | ---------------------- | ------- | -------------- | ---------- |
| 1                      | 1931                   | 1/2                    | 10.09.1931 Відень        | ВАК                    | 2:3     | Спарта (Прага) | 74' (пен.) |
| 2                      | 1931                   | 1/2                    | 17.09.1931 Будапешт      | Спарта (Прага)         | 3:4     | ВАК            |            |
| 3                      | 1931                   | 1/2 перегравання       | 7.10.1931 Будапешт       | Спарта (Прага)         | 0:2     | ВАК            |            |
| 4                      | 1931                   | фінал                  | 8.11.1931 Цюрих          | Ферст Вієнна           | 3:2     | ВАК            |            |
| 5                      | 1931                   | фінал                  | 12.11.1931 Відень        | ВАК                    | 1:2     | Ферст Вієнна   |            |
| Всього у кубку Мітропи | Всього у кубку Мітропи | Всього у кубку Мітропи | Всього у кубку Мітропи   | Всього у кубку Мітропи | 5       |                | 1          |